# Minomartani
Minomartani is een bestuurslaag in het regentschap Sleman van de provincie Jogjakarta, Indonesië. Minomartani telt 12.971 inwoners (volkstelling 2010).